# 西安县文庙

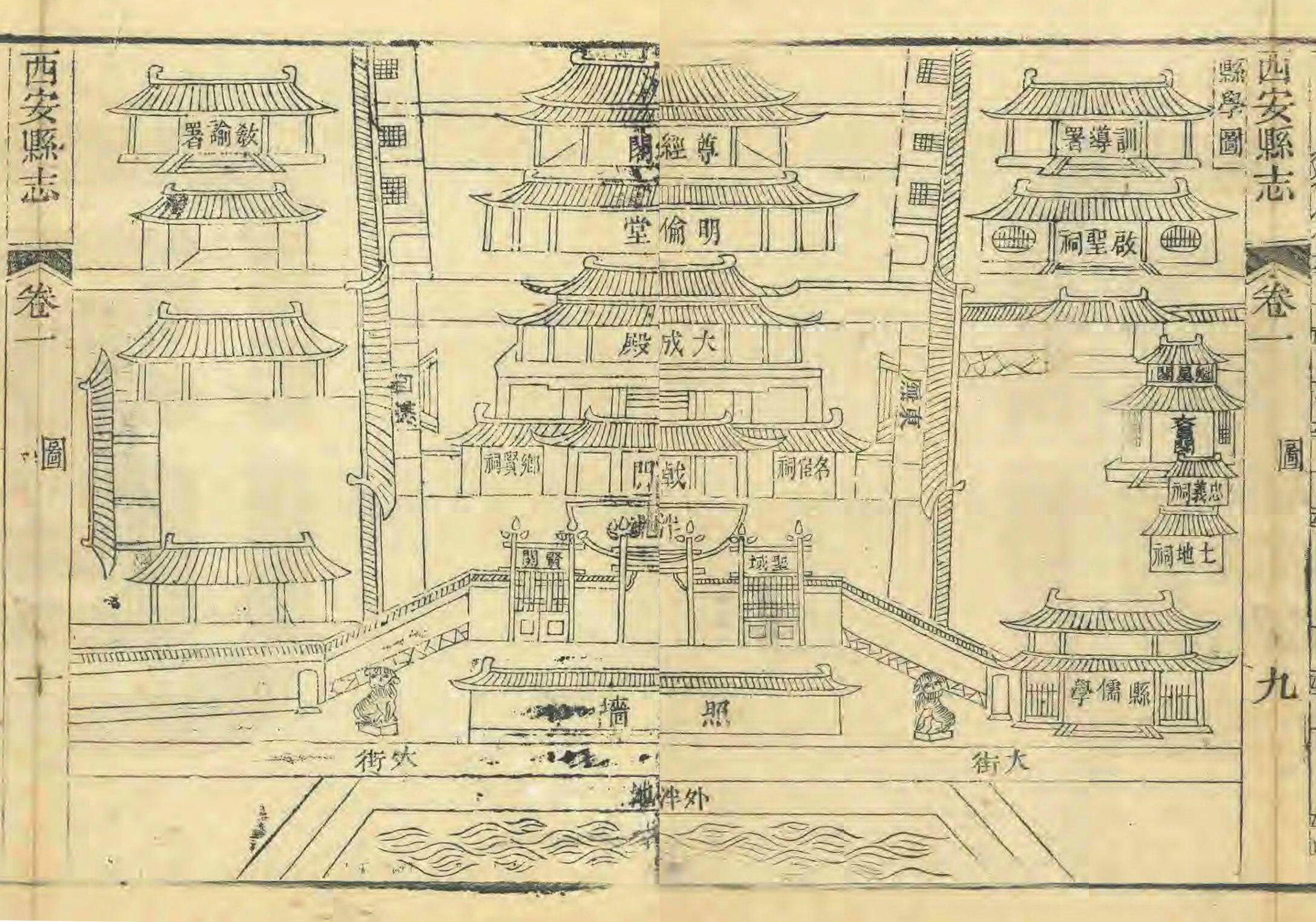
清嘉庆十六年（1811）《西安县志》县学图。

西安县文庙为旧时中国浙江衢州府附郭县西安县县学文庙，为府城内的三座孔庙（府学文庙、县学文庙、孔氏南宗家庙）之一，始建年代不详，历史上多次迁址，明嘉靖时与原大中祥符禅寺易地，迁至今址，即今浙江省衢州市柯城区县学街县学公园内。其布局原前庙后学，中轴线上依次为外泮池、照墙、棂星门、内泮池、戟门（东有名宦祠、西有乡贤祠）、大成殿（前有东西庑）、明伦堂和尊经阁（图），现仅存外泮池，又名县学塘，该塘也是《聊斋志异》中所描述的“衢州三怪”之一白布怪的出没地。